# Pervagor nigrolineatus
Pervagor nigrolineatus es una especie de peces de la familia Monacanthidae en el orden de los Tetraodontiformes.

## Morfología
Los machos pueden llegar alcanzar los 10 cm de longitud total.

## Hábitat
Es un pez de mar de clima tropical y asociado a los  arrecifes de coral que vive entre 8-25 m de profundidad.

## Distribución geográfica
Se encuentra desde el Japón hasta Australia Occidental y Islas Salomón.

## Observaciones
Es inofensivo para los humanos.